# Monterotondo 1935
L'Associazione Sportiva Dilettantistica Monterotondo 1935, meglio nota come Monterotondo, è una società calcistica italiana con sede nella città di Monterotondo (RM). Milita in Promozione, sesta serie del campionato italiano.
Fondata nel 1935, disputò consecutivamente per undici stagioni il campionato di Serie D, dal 2000 al 2011, fallendo a fine stagione.

## Storia
Il Monterotondo esordì nelle divisioni superiori dilettantistiche negli anni '90 grazie agli investimenti dell'Acqua Fabia, disputando campionati di vertice con allenatori del calibro di Bruno Giordano e Juan Carlos Morrone.
Ottimo anche il settore giovanile che vantava numerosi campionati vinti a livello regionale e buone posizioni di classifica a livello nazionale.
Dopo la fusione con il Monterotondo Scalo, la società fu costretta a disputare il campionato di Eccellenza (1998-1999). La Serie D venne riconquistata il 20 maggio 2000 nello spareggio del Flaminio contro l'Ostia Mare vinto per 1-0 con un gol del brasiliano DeVianna.
Dopo una breve apparizione in Serie D del tecnico Sesena e del presidente Di Paolo, è nel 2003 che il presidente Ugo Barbetti sfiora la promozione in Serie C, con Fabio Fratena in panchina. La partita clou si gioca a Tolentino, il 16 febbraio, contro i padroni di casa primi in classifica con un punto di vantaggio sul Monterotondo. Il Monterotondo passa in vantaggio al 59' con un gol di Fratoni; a tempo scaduto il Tolentino raggiunse però il pareggio.
Dal 2003 il presidente della società è l'avv. Fabio Della Longa grazie al quale il sodalizio gialloblù ha potuto proseguire l'opera avviata dal suo predecessore Ugo Barbetti. Nella stagione 2003-2004 il Monterotondo disputò i play-out ottenendo la salvezza il 30 maggio 2004 al Cecconi contro il Termoli, che nell'occasione andò al riposo in vantaggio di due reti. Nel secondo tempo le reti di Dionisi e Borrielli regalarono la salvezza del Monterotondo.
Successivamente la squadra ottenne piazzamenti che la mantennero nella categoria, disputando nel 2005-2006 persino i play-off per la promozione in Serie C, mancandola contro il Celano. In quella stagione si ricordano anche i derby contro il Mentana, finiti ambedue in parità che hanno determinato il tutto esaurito sia al Cecconi che al Selva dei Cavalieri. Nella stagione 2009-2010 il Monterotondo arrivò al quinto posto in campionato, dopo aver battuto la capolista Gavorrano con un 4-3 al Cecconi. Ai play-off il Guidonia ha decretato l'uscita dei gialloblù dalla competizione.
Dalla stagione 2011-2012 la società scompare, in seguito alla nascita del Monterotondo-Lupa con sede e campo di gioco fuori dal comune di Monterotondo.
Nell'estate 2013 il Città di Marino, società neo retrocessa in Eccellenza, ha ceduto il proprio titolo sportivo all'Atletico Monterotondo che ha cambiato denominazione in "A.S.D. Monterotondo Calcio". Nel campionato 2013-2014 retrocede dal campionato di Eccellenza dopo la disputa dei play-out contro l'Empolitana Giovenzano, partita persa per 4-1 ma viene successivamente ripescato a completamento organici.
Ad agosto 2016 si fonde con la realtà locale dell'Eretum e cambia denominazione sociale in Eretum Monterotondo.

### La rinascita del Monterotondo 1935
Nel 2021, Il Football Club Eretum viene rilevato dal nuovo presidente Paolo Malizia, che ne cambierà la denominazione in A.S.D. Monterotondo 1935 ridando vita alla storica società eretina.
Nella stagione 2022-2023 l'A.S.D. Monterotondo 1935, con in panchina Attilio Gregori, partecipa al campionato di Prima Categoria laziale, campionato vinto dagli eretini che chiuderanno il girone da imbattuti dopo un avvincente duello con l’ F.C. Rieti.

## Giocatori
Nella Polisportiva Monterotondo Calcio hanno militato e militano diversi giocatori che negli anni si sono contraddistinti nelle categorie superiori esordendo in Serie A ed in Serie B ma anche in Lega Pro e nelle squadre primavera di società professionistiche o che hanno disputato campionati professionistici nel mondo:
- Alessandro Iannuzzi
- Attilio Gregori
- Federico Dionisi
- Lorenzo Del Prete
- Manolo Pestrin
- Marco d'Eugenio
- Marco Marchionni
- Marco Tozzi
- Massimo Gregori
- Valerio Virga

## Colori e simbolo
I colori sociali sono il blu ed il giallo.

## Stadio

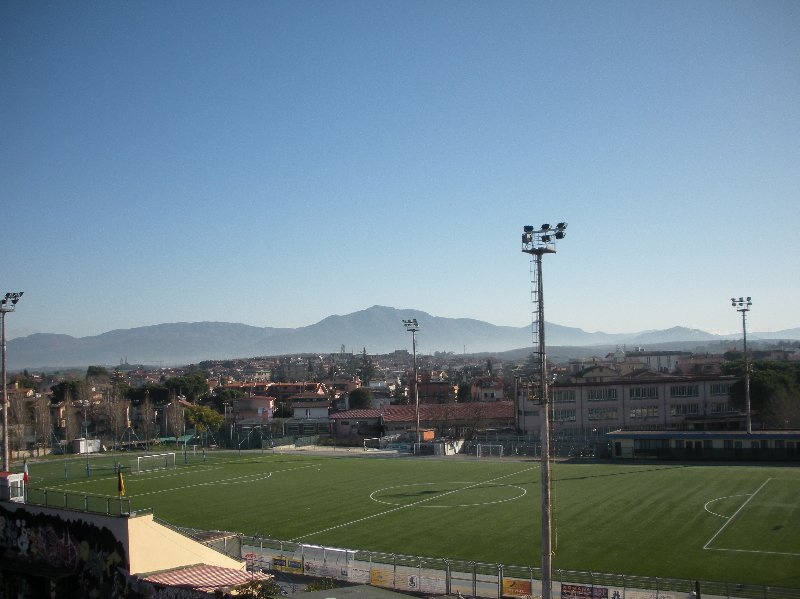
Monterotondo: stadio comunale del Monterotondo Calcio in località Pratone.

Il Monterotondo disputa le sue partite interne presso lo stadio "Fausto Cecconi" in Via dello Stadio, località Pratone a Monterotondo.
L'impianto presenta le seguenti caratteristiche:
- Posti totali: 800
- Posti Tribuna Locali: 450
- Posti Settore Ospiti: 200 circa
- Larghezza campo: 65,00 m
- Lunghezza campo: 105,00 m
- Fondo: Erba sintetica
- Copertura campo: Scoperto

## Palmarès

### Competizioni regionali
- Eccellenza Lazio: 1

1999-2000 (girone A)
- Prima Categoria: 1

2022-2023 (girone B)

### Altri piazzamenti
- Serie D:

Terzo posto: 2010-2011 (girone G)
- Campionato Nazionale Dilettanti:

Terzo posto: 1994-1995 (girone G), 1995-1996 (girone F)
- Eccellenza Lazio:

Terzo posto: 1992-1993 (girone A)

## Tifoseria

### Storia
La tifoseria gialloblu non è organizzata in nuclei ultras. Gli anni di maggior attività sono stati quelli della permanenza in Serie D. Nel 2018, sotto la presidenza di Dino Alessandri, si è creato un piccolo gruppo di sostenitori della squadra nel campionato di Eccellenza Lazio.